# Оби, Гуннар
Гу́ннар Ни́льсен О́би (дат. Gunnar Nielsen Aaby; 9 июля 1895, Фредериксберг — 22 августа 1966, Тибирке, Фредериксборг) — датский футболист, нападающий. Игрок датского клуба «АБ» и сборной Дании. Участник летних Олимпийских игр 1920 года.

## Карьера в сборной
Дебют Гуннара в сборной состоялся в 1918 году в Стокгольме в товарищеском матче против сборной Швеции. Выйдя на 32 минуте на замену вместо Свенда Кнудсена, получившего травму, Гуннар на 81-й минуте забивает победный гол в ворота шведов. Последующие игры сборной Оби начинал уже, как игрок основного состава. Главным футбольным событием для Гуннара стал Олимпийский турнир 1920 года в Антверпене. И хотя сборная Дании проиграла в первом же раунде Испанцам, но показала при этом очень качественную игру, а Оби вышел на поле с первых минут. Последний свой матч за сборную Гуннар сыграл в 1921 году против сборной Нидерландов.
| Матчи Оби за сборную Дании | Матчи Оби за сборную Дании | Матчи Оби за сборную Дании | Матчи Оби за сборную Дании | Матчи Оби за сборную Дании | Матчи Оби за сборную Дании | Матчи Оби за сборную Дании   |
| -------------------------- | -------------------------- | -------------------------- | -------------------------- | -------------------------- | -------------------------- | ---------------------------- |
| №                          | Дата                       | Город                      | Оппонент                   | Счёт                       | Голы                       | Соревнование                 |
| 1                          | 20 октября 1918            | Гётеборг                   | Швеция                     | 2:1                        | 1                          | Товарищеский матч            |
| 2                          | 21 сентября 1919           | Христиания                 | Норвегия                   | 2:3                        | -                          | Товарищеский матч            |
| 3                          | 12 октября 1919            | Стокгольм                  | Швеция                     | 0:3                        | -                          | Товарищеский матч            |
| 4                          | 5 апреля 1920              | Амстердам                  | Нидерланды                 | 0:2                        | -                          | Товарищеский матч            |
| 5                          | 13 июня 1920               | Христиания                 | Норвегия                   | 1:1                        | -                          | Товарищеский матч            |
| 6                          | 28 августа 1920            | Брюссель                   | Испания                    | 0:1                        | -                          | Летние Олимпийские игры 1920 |
| 7                          | 12 июня 1921               | Копенгаген                 | Нидерланды                 | 1:1                        | -                          | Товарищеский матч            |

Итого: 7 матчей / 1 гол; 1 победа, 2 ничьи, 4 поражения.